# Kolosovka
Kolosovka (in russo Колосовка?) è un villaggio dell'oblast' di Omsk, in Russia, nella parte sud della Siberia Occidentale. È il centro amministrativo del distretto Kolosovskij.
Si trova sul fiume Oša, 243 km a nord di Omsk e a 70 km dal porto fluviale di Tara.